# Wleń (stacja kolejowa)
Wleń – stacja kolejowa we Wleniu, w Polsce, w województwie dolnośląskim, w powiecie lwóweckim.

## Historia
Powstanie stacji jest związane z decyzją z 3 lipca 1900 roku podjętą przez rząd niemiecki o budowie zapory wodnej w Pilchowicach. Na potrzeby budowy powstała linia kolejowa z Jeleniej Góry do Lwówka Śląskiego, która miała dowozić materiał na budowę. Prace rozpoczęto w marcu 1904 roku. Trasę z Lwówka Śląskiego do Wlenia otwarto 1 lipca 1909. Stacja była wykorzystywana do celów turystycznych. Pod koniec lat 20. XX wieku sprzedano tu 70 tysięcy biletów rocznie.

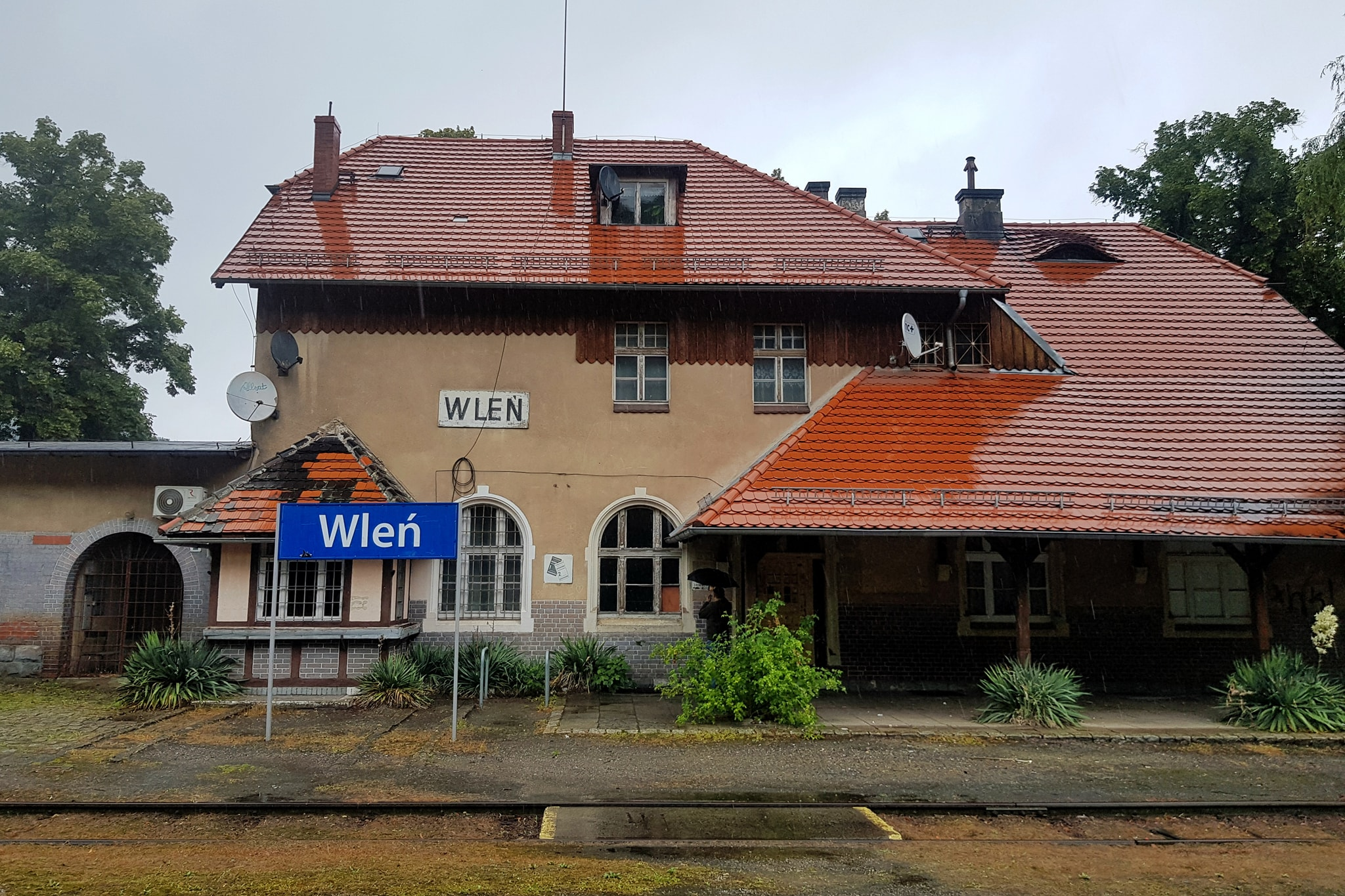
Widok stacji w 2020